# ФК Синсинати
Синсинати (енгл. FC Cincinnati) је амерички фудбалски клуб из истоименог града у држави Охајо. Наступа у Источној конференцији МЛС лиге. 